# Gmina Dermenas
Gmina Dermenas (alb. Komuna Dërmenas) – gmina położona w środkowej części Albanii. Administracyjnie należy do okręgu Fier w obwodzie Fier. W 2011 roku populacja gminy wynosiła 7788 osób w tym 3769 kobiety oraz 4019 mężczyzn, z czego Albańczycy stanowili 58,38% mieszkańców, Romowie 2,29%. 
W skład gminy wchodzi dwanaście miejscowości: Dermenas, Pojan, Krygjatë, Havaleas, Hoxharë, Radostinë, Sulaj, Hamil, Muçaj, Baltëz, Povelçë, Darëzezë e Re.